# Абакумов, Сергей Андреевич
Серге́й Андре́евич Абаку́мов (род. в сентябре 1894 года в Копосово, Нижегородская губерния, Российская империя — умер в 1972 году) — советский политический деятель, коммунист. Член РСДРП(б) с марта 1917 года.

## Биография
Сергей Андреевич Абакумов родился в сентябре 1894 года в селе Копосово Нижегородской губернии.
Учился 6 лет в 2-х классном училище минпросвета (Закончил).
Работал котельщиком, токарем на заводе.
В 1915 году призван на службу Русскую армию. С марта 1917 года в РСДРП(б). В том же 1917 году вступил в Красную гвардию. С ноября 1917 года по август 1918 года — командир партизанского отряда в Архангельской губернии (Кемь, Холмогоры). Попал в плен к белогвардейцам.  С августа 1918 года по февраль 1920 года в концентрационном лагере в Архангельской губернии на острове Мудьюг.
С марта 1920 года — в органах ВЧК.
С марта 1920 года — комиссар Архангельской губернской ЧК. По 1920 по май 1921 года — комендант Соловецких островов и принудительных лагерей в Архангельской губернии. С 1921 года — комендант Холмогорских лагерей ВЧК в Архангельской губернии. С сентября по ноябрь 1921 года — комендант пересыльного пункта.
С ноября 1921 года по ноябрь 1922 года — начальник общей канцелярии Нижегородской губернской ЧК. Одновременно занимал должности уполномоченного информационного пункта (январь-март 1922), позднее помощник уполномоченного Княгининского политического бюро ГПУ в Нижегородской губернии (март—сентябрь 1922).
С сентября 1922 года по март 1923 года — помощник уполномоченного ГПУ по Семёновскому уезду в Нижегородской губернии. С января по апрель 1923 года — председатель Ревизионной комиссии Семёновского отделения Нижегородского губернского военного комиссариата. С марта 1923 года — помощник уполномоченного пятого отделения Нижегородского губернского отдела ГПУ.
С марта 1923 года по февраль 1924 года — помощник уполномоченного ГПУ (затем ОГПУ) по Семёновскому уезду Нижегородской губернии. Одновременно председатель Ревизионной комиссии Семёновского единого потребительского общества (ноябрь 1923 — февраль 1924 года).
С февраля 1924 года по декабрь 1925 года — помощник начальника, врио начальника Экономического отдела, уполномоченный Нижегородского губернского отдела ГПУ по Сергачскому уезду.
С декабря 1925 года по март 1928 года — уполномоченный Нижегородского губернского отдела ГПУ по Ветлужскому уезду.
С марта 1928 года по июнь 1929 года — уполномоченный ОГПУ в Сормовском районе в Нижнем Новгороде.
С июня 1929 года — начальник Нолинского окружного отдела ОГПУ.
С августа до 1 октября 1930 года - начальник Нолинского районного отдела ГПУ.
С 1 октября 1930 до 1932 года - начальник Муромского районного отдела ГПУ.
В декабре 1932 года - командир дивизиона центральной школы ОГПУ.
До 15 апреля 1934 года - помощник начальника Мордовского областного отдела ГПУ.
С апреля 1934 до 10 июля 1934 года - начальник Орского окружного отдела ГПУ.
С 10 июля 1934 до 22 марта 1935 года - начальник Орского окружного отдела НКВД СССР.
С 22 марта 1935 До 5 января 1936 года - начальник Орского районного отдела УНКВД Оренбургской области.
С 5 января 1936 года - начальник экономического отдела УНКВД Киргизской АССР.
С 3 сентября 1938 года - помощник наркома внутренних дел Киргизской ССР.
С 8 июня 1939 года уволен из органов внутренних дел с исключением с учёта (приказ НКВД СССР № 1357).
С 1941 года — командир партизанского отряда, действовавшего на территории Одинцовского и Звенигородском районах Московской области.
Сергей Андреевич Абакумов умер в 1972 году.
Имел звание старшего лейтенанта государственной безопасности (Приказ НКВД СССР № 943 от 7 октября 1936 года).
Был награждён знаком “Почётный работник ВЧК-ОГПУ”  (Приказ ОГПУ СССР ОТ 20 декабря 1932 года), медалью “XX лет РККА” (Указ Президиума Верховного Совета СССР от 22 февраля 1938 года (часть 1 из 2).